# 細毛毛刺蟹
細毛毛刺蟹为毛刺蟹科毛刺蟹属的动物。生活於歐洲的海岸，特別是英倫三島及大西洋的海岸。牠的體長不足1英寸（25），而且長滿毛髮。在淺海生活，以腐肉為食。

## 簡述
細毛毛刺蟹是一種小螃蟹，其甲殼最闊只有28（1.1英寸）、最長只有20（0.79英寸）。
背甲和其足是紅褐色或紫色，足的內側是橙色或更淺色
無論是背甲和行走足均有密集的剛毛覆蓋。
第一對足有一對大螯爪，而且通常其右邊的螯爪比左邊的要大；整個螯爪都是褐色。雌蟹的螯爪一般比雄蟹的要小，而且剛毛沒有那麼濃密。幼蟹的大小不足5（0.20英寸），全身均為粉白色。背甲的前緣每邊均有五到十個鋸齒，當中首兩個鋸齒較細小。

## 外部連結
維基物種上的相關：細毛毛刺蟹